# Ana Cristina
Ana Cristina de Souza Faria, mais conhecida como Ana Cristina (Rio de Janeiro, 9 de agosto de 1951 — Rio de Janeiro, 20 de junho de 1979) foi uma atriz brasileira que atuou no teatro, no cinema e na televisão.
Formada em Arte Dramática, com especialização em Londres, começou fazendo fotonovelas até ser convidada para fazer uma pequena participação como enfermeira em Os Ossos do Barão em 1973, para no ano seguinte contracenar com Carlos Eduardo Dolabella em O Espigão, interpretando a personagem Marly; posteriormente, veio a estrelar uma sequência de novelas das seis da Rede Globo, dentre elas O Feijão e o Sonho, Vejo a Lua no Céu e Maria, Maria.
Em 20 de maio de 1979 sofreu um acidente automobilístico com suas duas irmãs, sendo levada ao Hospital Federal dos Servidores do Estado, entrando em estado comatoso e vindo a falecer um mês depois, em 20 de junho. Quando do acidente, preparava-se para voltar à televisão na série de teleteatros Aplauso.

## Carreira

### Televisão
| Ano  | Título             | Personagem       | Notas/referências |
| ---- | ------------------ | ---------------- | ----------------- |
| 1973 | Os Ossos do Barão  | enfermeira       | [ 6 ]             |
| 1974 | O Espigão          | Marly            | [ 7 ]             |
| 1975 | Cuca Legal         | Lígia            | [ 8 ]             |
| 1976 | O Feijão e o Sonho | Joana (Joaninha) | [ 9 ]             |
| 1976 | Vejo a Lua no Céu  | Marta            | [ 10 ]            |
| 1978 | Maria, Maria       | Aparecida        | [ 11 ]            |

### Teatro
| Ano  | Título                           | Personagem | Notas/referências |
| ---- | -------------------------------- | ---------- | ----------------- |
| 1976 | O Último Carro ou As 14 Estações | —          |                   |
| 1977 | Luzes de Mel                     | —          | [ 12 ]            |
| 1979 | Mural Mulher                     | —          | [ 13 ]            |

### Cinema
| Ano  | Título                          | Personagem | Notas/referências  |
| ---- | ------------------------------- | ---------- | ------------------ |
| 1976 | A Noiva da Cidade               | Baiana     |                    |
| 1981 | Asa Branca: Um Sonho Brasileiro | —          | lançamento póstumo |
| 1982 | Os Paspalhões em Pinóquio 2000  | Bone Yá Yá | lançamento póstumo |

### Propaganda
| Ano  | Título                    | Notas/referências |
| ---- | ------------------------- | ----------------- |
| 1973 | Coca-Cola                 |                   |
| 1974 | Água Mineral São Lourenço | [ 14 ]            |
| 1976 | Banco Bamerindus          |                   |
| 1976 | Curso de inglês Yazigi    |                   |